# Shire of Boyup Brook
Shire of Boyup Brook is een Local Government Area (LGA) in de regio South West in West-Australië. Shire of Boyup Brook telde 1.834 inwoners in 2021. De hoofdplaats is Boyup Brook.

## Geschiedenis
Op 17 juli 1869 werd het 'Upper Blackwood Road District' opgericht. Ten gevolge de 'Local Government Act' van 1960 veranderde het district van naam en werd op 23 juni 1961 de 'Shire of Upper Blackwood'. Op 30 mei 1969 werd de 'Shire of Upper Blackwood' ontbonden en de 'Shire of Boyup Brook' opgericht.

## Beschrijving
'Shire of Boyup Brook' heeft een oppervlakte van ongeveer 2.800 vierkante kilometer en ligt in de regio South West in West-Australië. De belangrijkste economische sector is de landbouw. Het district heeft een sport- en zwemcomplex, een ziekenhuis en medisch centrum, een districtsschool, een landbouwinstituut en een 'Community Ressource Centre'.
In 2021 telde 'Shire of Boyup Brook' 1.834 inwoners. Minder dan 5% was van inheemse afkomst.

### Wards
'Shire of Boyup Brook' is onderverdeeld in 4 wards:
- Boyup Brook Ward
- Benjinup Ward
- Dinninup Ward
- Scotts Brook Ward

## Plaatsen
De volgende plaatsen liggen in 'Shire of Boyup Brook':
- Boyup Brook
- Benjinup
- Chowerup
- Dinninup
- Kulikup
- Mayanup
- Tonebridge
- Wilga